# Nhân vật kiểu mẫu

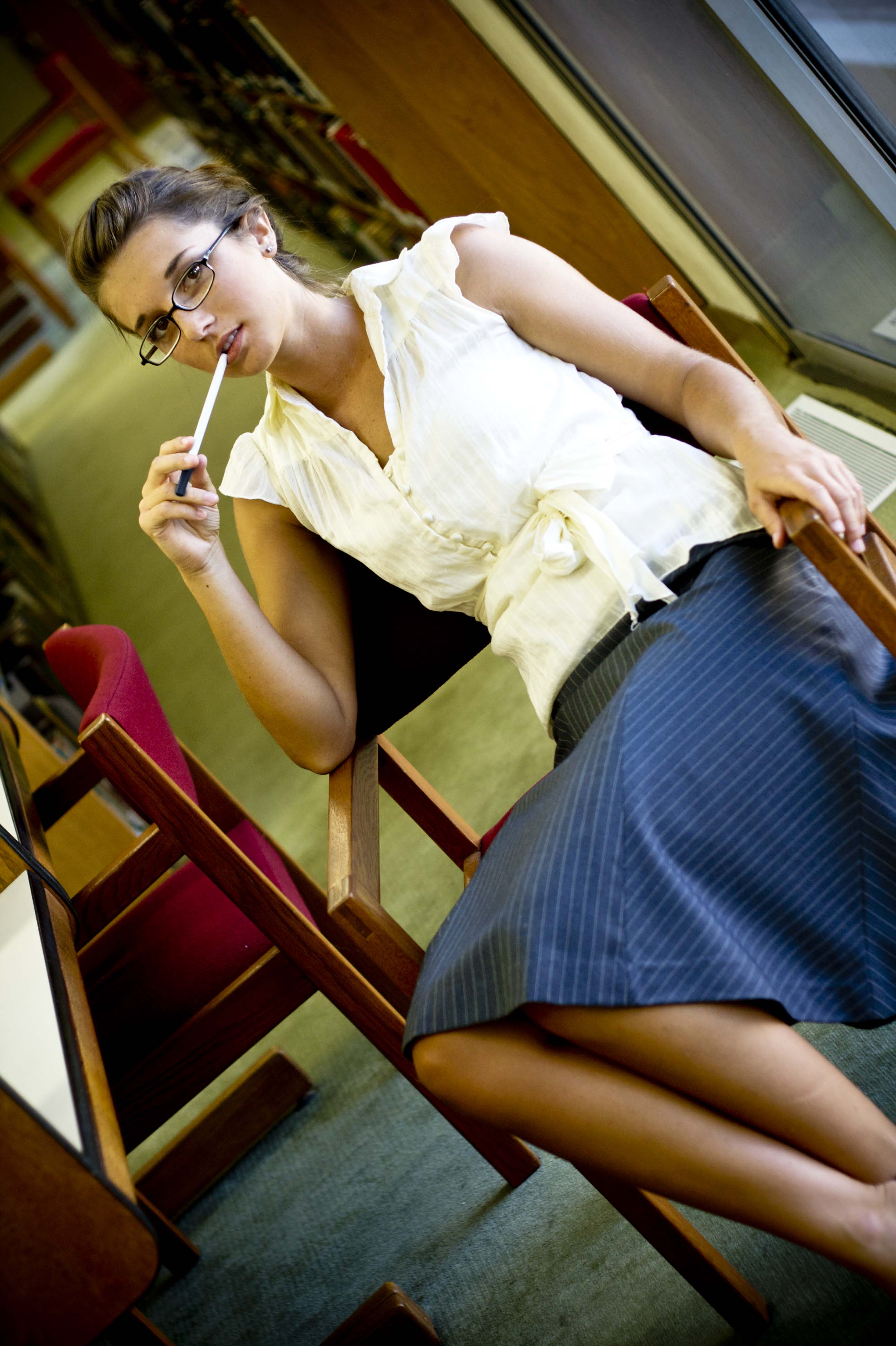
Một nhân vật kiểu mẫu cô thủ thư gợi cảm (Sexy librarian) trong văn hóa đại chúng Mỹ

Nhân vật kiểu mẫu (Stock character) hay còn gọi là nguyên mẫu nhân vật (Character archetype) là một loại nhân vật trong tiểu thuyết, vở kịch, chương trình truyền hình hoặc phim mà khán giả nhận ra trong nhiều câu chuyện hoặc là một phần của lối kể chuyện truyền thống hoặc quy ước. Đây là những nhân vật điển hình, dễ nhận diện, thường lặp đi lặp lại trong nhiều tác phẩm khác nhau mà họ có các đặc điểm, tính cách, hành vi và vai trò đã được định hình sẵn và không đòi hỏi sự phát triển phức tạp trong cốt truyện, từ đó, khán giả thường có thể nhận ra và hiểu về họ ngay lập tức mà không cần giải thích nhiều. Một lợi ích khác là các nhân vật quen thuộc giúp câu chuyện diễn biến hiệu quả hơn, bằng cách cho phép độc giả hiểu rõ nhân vật và động cơ của họ. Nhân vật quen thuộc là một lối tắt tiết kiệm thời gian và công sức cho người sáng tạo truyện, vì tác giả có thể bổ sung vào câu chuyện của mình những kiểu nhân vật quen thuộc sẵn có. Tại Hoa Kỳ, các tòa án đã xác định rằng bảo hộ bản quyền không thể được mở rộng đến các đặc điểm của nhân vật kiểu mẫu trong một câu chuyện, dù đó là sách, kịch, hay phim.
Có nhiều loại mô típ nhân vật kiểu mẫu, bao gồm những người ở nhiều độ tuổi, tầng lớp xã hội và phong thái khác nhau. Họ là những nhân vật nguyên mẫu được phân biệt bởi sự đơn giản hóa và do đó, họ có xu hướng dễ trở thành mục tiêu cho sự nhại lại và bị chỉ trích là sáo rỗng. Sự hiện diện của một loạt các nhân vật kiểu mẫu cụ thể là thành phần chính của nhiều thể loại và chúng thường giúp xác định một thể loại hoặc tiểu thể loại. Ví dụ, một câu chuyện với các nhân vật quen thuộc như một hiệp sĩ lang thang và một phù thủy có lẽ là một truyện cổ tích hoặc giả tưởng. Việc sử dụng các nhân vật quen thuộc có nhiều mục đích.  Thường có sự nhầm lẫn giữa các nhân vật kiểu mẫu, nguyên mẫu, khuôn mẫu và cliché. Sự nhầm lẫn này một phần phát sinh do sự chồng chéo giữa các khái niệm này. Tuy nhiên, các thuật ngữ này không đồng nghĩa với nhau. Mối quan hệ ở đây là các nguyên mẫu cơ bản (chẳng hạn như mẫy người "anh hùng" hoặc "hình mẫu người cha") và các nhân vật mẫu mực (chẳng hạn như "thiếu nữ gặp nạn" và "gã ngốc khôn ngoan") là nguồn tư liệu thô mà tác giả sử dụng để xây dựng và tạo ra những nhân vật có chiều sâu và thú vị. Ngược lại, khuôn mẫu và sáo rỗng thường được coi là dấu hiệu của "văn phong tệ hoặc tư duy nông cạn". Một số khuôn mẫu, chẳng hạn như nhân vật rập khuôn chủng tộc, có thể gây khó chịu cho người đọc hoặc người xem.